# 25 Pułk Piechoty (II RP)
25 Pułk Piechoty (25 pp) – oddział piechoty Wojska Polskiego w II Rzeczypospolitej.
W 1918 sformowany został w Okręgu Generalnym „Kielce” okręgowy pułk piechoty. W tym samym roku przemianowany na 25 pułk piechoty. Jego bataliony walczyły w wojnie polsko-ukraińskiej i polsko-bolszewickiej.
W okresie międzywojennym stacjonował w Piotrkowie Trybunalskim i wchodził w skład 7 Dywizji Piechoty.
W kampanii wrześniowej walczył w składzie macierzystej dywizji w pasie działania Armii „Kraków”.

## Formowanie i zmiany organizacyjne
W listopadzie 1918 z oddziałów Polskiej Organizacji Wojskowej utworzono w Kielcach „grupę pułkownika Norwida”. Jej „batalion kielecki” 18 listopada 1918 przemianowano na Pułk Piechoty im. Tadeusza Kościuszki. Wszedł on w całości jako I batalion w skład okręgowego pułku piechoty organizowanego przez Dowództwo Okręgu Generalnego Kielce. 2 grudnia 1918 pułk okręgowy przemianowano na 25 pułk piechoty. Jego organizowanie przebiegało dość szybko. Pułk pozostawał w Kielcach do 24 maja 1919, czyli do momentu do momentu wyjazdu na granicę Górnego Śląska. W garnizonie prowadził pracą organizacyjną i szkoleniową. 9 maja 1919 25 pułk piechoty włączono do nowo powstałej 7 Dywizji Piechoty. W grudniu 1919 batalion zapasowy pułku stacjonował w Miechowie.
| Obsada personalna pułku w 1920 | Obsada personalna pułku w 1920 |
| Stanowisko                     | Stopień, imię i nazwisko       |
| ------------------------------ | ------------------------------ |
| Dowódca pułku                  | mjr Józef Jaklicz (do 29 IX)   |
| Dowódca pułku                  | w.z. mjr Kazimierz Bogaczewicz |
| Adiutant pułku                 | ppor. Władysław Niewiarowski   |
| Oficer informacyjny            | ppor. Zdzisław Meissner        |
| Kapelan                        | ks. Franciszek Bolek           |
| Lekarz                         | por. lek. Stanisław Popowski   |
| Dowódca taboru                 | por. Modest Szreffel           |
| Dowódca I batalionu            | kpt. Franciszek Studziński     |
| Adiutant                       | por. Mikołaj Lipiński          |
| Lekarz                         | por. lek. Tadeusz Skalski      |
| Oficer prowiantowy             | ppor. Feliks Cebula            |
| Dowódca 1 kompanii             | ppor. Władysław Bański         |
| Dowódca 2 kompanii             | ppor. Adolf Wajnberger         |
| Dowódca 3 kompanii             | ppor. Czesław Salach           |
| Dowódca 4 kompanii             | ppor. Edmund Wołkowiński       |
| Dowódca 1 kompanii km          | ppor. Eugeniusz Dąbczyński     |
| Dowódca II batalionu           | kpt. Ryszard Żołędziowski      |
| Adiutant                       | ppor. Stefan Teliga            |
| Dowódca 5 kompanii             | ppor. Józef Uhler              |
| Dowódca 6 kompanii             | por. Ignacy Pilwiński          |
| Dowódca plutonu                | ppor. Kasper Niemiec           |
| Dowódca 7 kompanii             | por./kpt. Władysław Ptasznik   |
| Dowódca 8 kompanii             | ppor. Antoni Ptasznik          |
| Dowódca 2 kompanii km          | por./kpt. Mieczysław Drabik    |
| Dowódca plutonu                | ppor. Władysław Przyborowski   |
| Dowódca III batalionu          | mjr Kazimierz Bogaczewicz      |
| Adiutant                       | ppor. Bronisław Wadas          |
| Lekarz                         | ppor. lek. Jakub Zaburer       |
| Oficer kasowy                  | ppor. Józef Klimek             |
| Oficer prowiantowy             | ppor. Witold Swoboda           |
| Dowódca 9 kompanii             | por. Józef Skutnicki           |
| Dowódca 10 kompanii            | ppor. Konrad Łukasiński        |
| Dowódca plutonu                | ppor. Ryszard Bradke           |
| Dowódca 11 kompanii            | ppor. Henryk Kappel            |
| Dowódca 12 kompanii            | por. Dionizy Błeszyński        |
| Dowódca 3 kompanii km          | ppor. Aleksander Salwik        |
| Dowódca kompanii technicznej   | ppor. Józef Małeniewski        |
| Dowódca kompanii technicznej   | por. Jan Bachański             |
| Dowódca 4 kompanii km          | ppor. Władysław Juszkiewicz    |
| Oficer pułku                   | por. Aleksander Idzik          |

## Pułk w walce o granice

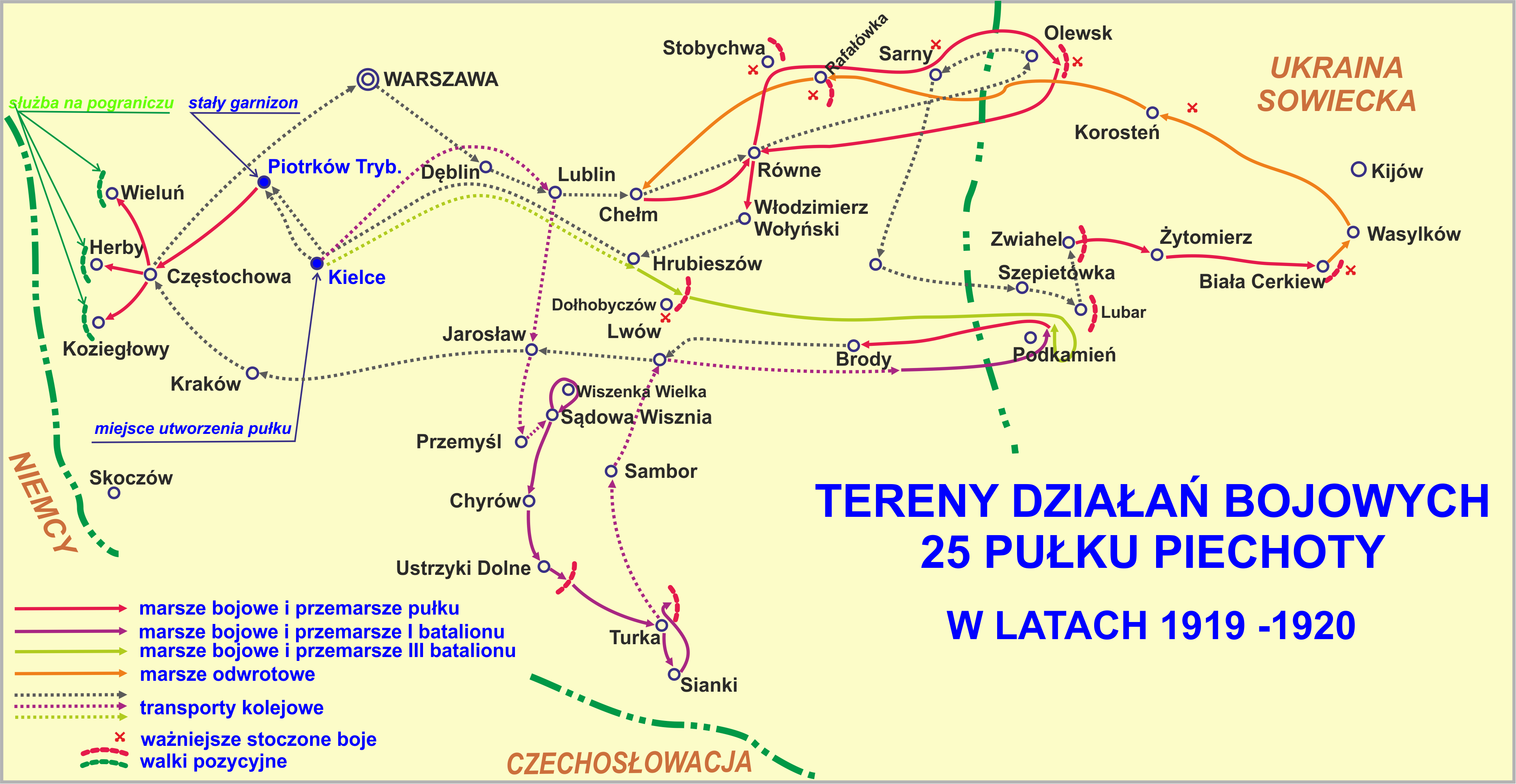
Tereny działań pułku w latach 1919–1920

Walki na froncie polsko-ukraińskim
28 grudnia 1918 III batalion kapitana Meraka stacjonował jeszcze w Jędrzejowie. Dwa dni później, w Kielcach, został załadowany na transporty kolejowe i odjechał na front wojny polsko-ukraińskiej. W Lublinie uzupełnił braki, a następnie skierowany został do Hrubieszowa i dalej do Dołhobyczowa. Tu utworzona została Grupa kapitana Juliusza Meraka podległa grupie operacyjnej „Bug”. W jej skład wchodziły
III/25 pp, 2 i 4 kompania 17 pp, 5 kompania 27 pp i 6 i 4 kompania 23 pp. Grupa zluzowała ułanów pułkownika Beliny-Prażmowskiego.
7 stycznia 1919 III/25 pp zorganizował obronę w okolicy Oszczowy. Tam dowódca grupy „Bug” nakazał podjęcie akcji bojowej, wyjścia na linię Bugu i opanowanie Sokala. III batalion miał zająć Uhrynów i Kuźnicę. O świcie 8 stycznia batalion zaatakował dwoma kompaniami Uhrynów, a drugim półbatalionem Kuźnice. Po zaciętej walce obydwie wsie zostały zdobyte. Walki te były chrztem bojowym dla żołnierzy batalionu. Odcinek w rejonie Dołhobyczowa batalion zajmował do czasu ofensywy majowej.
16 marca na front do Sądowej Wiszni wyjechał, występujący pod nazwą I/25 pp, „kombinowany” batalion kpt. Kazimierza Bogaczewicza. Wszedł on w skład Grupy płk. Józefa Beckera, a po wyładowaniu obsadził odcinek obrony obok Boriatyna. 23 marca nacierał na Szulmany i Ożomle. 26 marca dotarł do Wereszycy, skąd atakował i zdobył Wiszenkę Wielką. Kontratak Ukraińców zmusił batalion do wycofania się z powrotem do Weweszycy. Po kilku dniach przesunięty został do Chyrowa i 18 kwietnia wszedł w skład Grupy pułkownika Mieczysława Lindego. W maju batalion przeszedł do Ustrzyk Dolnych i tu zluzował II/7 pp leg. i pozostał tam do czasu ofensywy majowej. Bronił: Moczary, Jałowe i Hoszowczyk.
Ofensywa majowa
Wiosną 1919 na front polsko-ukraiński dotarła Grupa Wielkopolską pułkownika Daniela Konarzewskiego i oddziały Błękitnej Armii gen. Józefa Hallera.
16 maja ruszyła polska ofensywa. Osiągnięto Zbrucz tym samym rozstrzygając wojnę o Galicję Wschodnią. W ofensywie bataliony 25 pułku piechoty nadal działały oddzielnie.
I batalion uderzał od Ustrzyk Dolnych na Turkę. W końcu maja obsadził granicę czechosłowacką, zajmując Sianki, Użok, Libochory i Hnyła.
W lipcu został przerzucony pod Brody i zorganizował obronę w Mikitnikach, Tetylkowcach i Popowcach.
W tym czasie III/25 pp przebywał w odwodzie 2 Dywizji Armii gen. Hallera i osłaniał Gaje Roztockie i Gaje za Rudą.
W czerwcu 1919 wchodził w skład Grupy generała Henryka Minkiewicza (Grupa operacyjna „Bug”), a 5 lipca obsadził odcinek w Tetylkowcach.
Po zakończeniu działań wojennych z Ukraińcami, bataliony powróciły w okolice Częstochowy. Tam pułk pełnił służbę graniczną na odcinku od Koziegłów do Wielunia.

### Pułk w wojnie polsko-bolszewickiej
Po pokonaniu wojsk ukraińskich, głównym przeciwnikiem na wschodzie stała się Armia Czerwona. Pokonała ona rosyjską Białą Armię Antona Denikina i przygotowywała się do marszu na zachód. W tym czasie Wojsko Polskie reorganizowało i przerzucało siły i środki na zagrożone kierunki. 15 grudnia 1919 25 pułk piechoty został przerzucony znad granicy Górnego Śląska w okolice Olewska. Początkowo został podporządkowany dowódcy 4 Dywizji Piechoty. 24 stycznia 1920 pułk przegrupował się w rejon Szepetówki, pozostawiając I batalion w Równem. Kolejne przegrupowanie doprowadziło pułk w rejon Słuczy. Wszedł on tam w skład XXV Brygady Piechoty i obsadził 24 kilometrowy odcinek od Nowej Czartorii do Ostropola.
Naprzeciw oddziałów polskich, w rejonie Romanów, Krasnogórka, Awratyn, Cudnów, Troszcza grupowały się jednostki Armii Czerwonej. W celu przeciwdziałania koncentracji nieprzyjaciela, pułk przeprowadził z rejonu Lubaru kilka pomyślnych wypadów. Od jeńców sowieckich uzyskano dokładne informacje o ugrupowaniu przeciwnika i jego przygotowaniach do działań zaczepnych. 18 marca III batalion pułku został zluzowany w Prywałówce przez II/43 pp i odjechał do Zwiahla, do dyspozycji dowódcy 26 pułku piechoty. W Lubarze pozostało jedynie dowództwo pułku z pododdziałami sztabowymi i II batalion.
W tym czasie przybył z Krzemieńca do Zwiahla i zorganizował obronę Słuczy na odcinku od Talk do Baranówki I/25 pułku piechoty. 3 kompania obsadziła Rohaczów. 20 marca batalion z powodzeniem odpierał ataki forsujących Słucz bolszewików. Tego samego dnia II/ 25 pp wziął udział w wypadzie na Iwanówkę. Współdziałając z III/43 pp, rozbił znajdujące się tam oddziały nieprzyjaciela i zdobył znaczne ilości sprzętu wojskowego.
Pułk w wyprawie kijowskiej
Przed ofensywą na Ukrainie Naczelne Dowództwo WP zadecydowało się zreorganizować siły. W miejsce frontów utworzono armie. Na południowym kierunku operacyjnym sformowano 6 Armię gen.por. Wacława Iwaszkiewicza, 2 Armię gen. ppor. Antoniego Listowskiego i 3 Armię Józefa Piłsudskiego.
W rejonie Zwiahla nastąpiła koncentracja grupy uderzeniowej generała Rydza-Śmigłego, której zadaniem było natarcie z Żytomierza na Kijów. W jej skład weszła też 7 Dywizja Piechoty i jej 25 pułk piechoty. II/25 pp ześrodkował się w Żytnich Górach i stanowił odwód XIII Brygady Piechoty. Pozostała część pułku stanowiła odwód ogólny 7 DP i pozostawała w Białej Cerkwi.
21 maja rozpoznanie doniosło o zajęciu przez wojska sowieckie Misajłówki i Bohusławia. II/25 pp wziął udział w wypadzie kawalerii dywizyjnej na przedpole celem potwierdzenia danych z rozpoznania. W tym czasie I/25 pp obsadził odcinek Birunki–Kożanka. Po powrocie z wypadu II/25 pp obsadził stację kolejową Olszanica i Rokitno, a III batalion pozostał w odwodzie w Białej Cerkwi. 26 maja Sowieci zaatakowali Olszanicę. Uderzenia nie wytrzymał II batalion i wycofał się z Rokitna. Następnego dnia wojska sowieckie wyparły z Czepielówki oddziały polskie. Kontratak 25 pułku piechoty zmusił nieprzyjaciela do wycofania się, a polska linia obronna została odtworzona. Potem nastąpiła seria wypadów z obu stron. Ze strony sowieckiej były to działania maskujące główne uderzenie wykonywane przez ich wojska na Kazatyń. 7 czerwca pułk zakończył walki pod Białą Cerkwią.
Pułk w działaniach odwrotowych
8 czerwca zarządzono odwrót.
Pułk zniszczył przeprawy na Rosi i wycofał się ze swoich pozycji. W ariergardzie maszerował III batalion.
W okolicy Wasylkowa pułk obsadził odcinek nad Irpeniem, między Żarnowają a Bolszają Kożuchowką. Od 11 czerwca pułk prowadził działania opóźniające na obszarze północnego Wołynia i Polesia. Maszerując w składzie kolumny XIII Brygady Piechoty, przemieszczał się przez Mościszcze–Zabiełocze–Horbulow–Sały–Staryki–Żłobicz, 18 czerwca osiągnął Ustę i tam zluzował pododdziały 4 pułku strzelców podhalańskich. Bataliony 25 pp obsadziły odcinek Motocz–Paszyna i dalej na północ do Bard.
Nad ranem 28 lipca pułk obsadził rzekę na odcinku Łopatycze – Baranówka. Jego III batalion zajął stanowiska pod Łopatyczami. Tam też utworzono przedmoście na wschodnim brzegu rzeki. Około 9.00, będący w pościgu sowiecki 60 pułk strzelców, wzmocniony baterią artylerii, rozpoczął natarcie z marszu na pozycje polskiego III/25 pp, z zadaniem uchwycenia mostu na Uborci. Batalion polski stawił zacięty opór, a zaalarmowany dowódca 25 pułku piechoty, mjr Józef Jaklicz, skierował do kontrataku 2 kompanię por. Henryka Chmielewskiego stojącą w pobliskiej Hamerni. Skrzydłowy atak spowodował zamieszanie w tyralierach nieprzyjaciela. Wykorzystał to III batalion i też przeszedł do kontrataku swoją 10 kompanią.
Uderzenia z dwóch stron nie wytrzymał pułk sowiecki, a jego żołnierzy ogarnęła panika. Mimo wysiłków komisarzy, czerwonoarmiści rzucili się do ucieczki. Była ona tak szybka i nieoczekiwana, że Polacy wzięli w pościgu tylko garstkę jeńców. Zebrali natomiast mnóstwo porzuconego sprzętu. Zdobyto między innymi 4 działa z jaszczami i 8 ckm-ów. Na zajętym odcinku pułk utrzymał łączność taktyczną na północ z XIV Brygadą Piechoty w Olewsku, a na południe z 1 pułkiem piechoty Legionów w Serdziukach.
W kolejnych dniach na odcinku Łopatycz i Baranówki panował względny spokój, w Serdziukach rozpoczęły się walki o przeprawę przez Uborć. Uderzenie przyjął na siebie I batalion i przez pięć dni walczył w okrążeniu. Sierdziuki kilkakrotnie przechodziły z rąk do rąk. 5 lipca nieprzyjaciel, demonstrując atak na Andrzejówkę, uderzył z trzech stron na Sierdziuki, zachodząc na tyły 3 i 4 kompanii. Walka trwała do późnych godzin nocnych. Pod osłoną nocy małe grupki walczących żołnierzy wycofały się. W tym czasie Pułk otrzymał rozkaz dalszego odwrotu. O zmroku pozostałe bataliony ześrodkowały się w Kamionce, skąd przez Dołhosiele pomaszerowały do Borowieckich Budek. Następnego dnia do kolumny dołączył I batalion.
Po czterech dniach 25 pp przekroczył Horyń w Kryczylsku.
9 lipca sowiecka brygada kawalerii przełamała obronę polskiego 3 pułku ułanów i zaatakowała Wielką Werbczę. 4 kompania wycofała się ze wsi, ale kontratak batalionu odwodowego odrzucił nieprzyjaciela za Mielnicę. O 20.00 tego samego dnia, na drodze z Kryczylska do Małej Werbczy, zaatakowana została kolumna XIII Brygady Piechoty. Atak odpierał I batalion.
11 lipca 25 pułk piechoty stanął nad Styrem i stąd odpierał nieprzyjacielskie ataki aż do 27 lipca. 15 lipca 9 kompania por. Franciszka Studzińskiego zorganizowała wypad na wsie Suchowole i Czudle, a 20 lipca dwie kompanie pod wspólnym dowództwem kpt. Mieczysława Drabika zlikwidowały sowiecki przyczółek w rejonie Bielskiej Woli. Kilka dni później 6 kompania por. Ignacego Pilwińskiego i 8 kompania por. Mikołajczyka, odparły z powodzeniem ataki sowieckiej 20 Brygady Strzelców.
28 lipca pułk przeszedł na zachodni brzeg Stochodu i obsadził odcinek Smolary–Balszoj Obzyr. Po sześciu dniach postoju pułk rozpoczął dalszy odwrót i po dwudniowym marszu przez Karasin–Niesuchojeże–Dorotyszcze–Rudniki–Hołowno–Hupały–Rogowo 4 sierpnia przekroczył Bug w Woli Uhruskiej.
8 sierpnia walczono w okolicy Chełma i osłaniano w ten sposób od wschodu koncentrację polskiej grupy uderzeniowej nad Wieprzem. W tym rejonie 25 pułk piechoty prowadził działania manewrowe w składzie XIII Brygady Piechoty. Charakteryzowała je ciągła zmiana miejsca i użytych w walce sił i środków.
11 sierpnia pułk jako straż przednia brygady maszerował szosą Chełm–Włodawa. W Sawinie zagrodziły mu drogę oddziały bolszewickie. Uderzyły na nie, wsparte ogniem 3 baterii 7 pap, kompanie I i II batalionu i wyparły nieprzyjaciela ze wsi. 13 sierpnia walczono o Chełm. Pułk bronił z powodzeniem północnego skrzydła 7 Dywizji Piechoty. W godzinach popołudniowych przeszedł do działań zaczepnych, złamał opór 173 Brygady Strzelców w Łukówku i Uhrusku i wyszedł na linię Bugu.

### Działania pułku w ofensywie
16 sierpnia ruszyła polska ofensywa znad Wieprza. 3. i 4 Armia przełamały front sowiecki i przeszły do pościgu. Prawe skrzydło 3 Armii mocno oparło się o Bug. 20 sierpnia nad Bug powrócił też 25 pułk piechoty. Do dyspozycji dowódcy pułku została przydzielona grupą majora Grabowskiego. Pułk obsadził odcinek od Brytynia do Dorohuska
III/25 pp odcinek Bytyń – Uhrusk, grupa majora Grabowskiego Hniszów–Świerze, a II batalion Dorohusk. I batalion stanowił odwód i rozlokował się w Świerżycach. Tu pułk pozostawał do 11 września. Aktywność obrony zapewniał poprzez liczne wypady przeciw oddziałom sowieckiej 12 Armii. Miały one na celu przede wszystkim odciążenie sąsiednich odcinków, gdzie trwały krwawe walki.
11 września pułk wszedł w skład grupy generała Eugeniusza Pogorzelskiego, został wzmocniony dwoma kompaniami piechoty i wraz z 27 pułkiem piechoty sforsował Bug. W Ostrówku toczył walki z sowiecką 74 Brygadą Strzelców, a 13 września osiągnął Kowel. W walce „na bagnety” rozbił 750 osobowy oddział z sowieckiej 58 Dywizji Strzelców, zdobywając 2 karabiny maszynowe i biorąc 16 jeńców. W Kowlu wrócił w podporządkowanie XIII Brygady i pomaszerował przez Mielec, Karasin, Karpiłówkę w kierunku Smolary–Stobychowa. 25 września pułk stanął nad Horyniem. Tu otrzymał rozkaz zdobycia Sarn. Atak na Sarny poprzedziło forsowanie rzeki. III batalion mjr. Bogaczewicza forsował w Treskini, a II batalion kpt. Żołędziowskiego w Remczycy. Wspierały 2 i 3 bateria 7 pułku artylerii polowej. Walki o uchwycenie przyczółka trwały cały dzień. Nad ranem 27 września cały 25 pp przeprawił się przez rzekę. W godzinach wieczornych, po przegrupowaniu sił i środków, wyprowadzono koncentryczne natarcie, zdobyto Sarny i wyparto nieprzyjaciela za Słucz. Straty pułku były jednak poważne. Zginęło 20 żołnierzy, a 43 zostało rannych. Dzień bitwy o Sarny stał się dniem święta pułkowego.
W październiku trwały końcowe walki. 4 października po dwugodzinnej walce pułk zdobył Olewsk i osiągnął Uborć. 16 października, współdziałając z 26 pułkiem piechoty, uderzył na przedpole i wziął 193 jeńców. Tym wypadem swój udział w wojnie polsko-bolszewickiej. Po zawieszeniu broni, pułk pozostał na linii demarkacyjnej. 22 listopad, jako oddział kordonu granicznego, odszedł do Kowla, a następnie do Włodzimierza Wołyńskiego.

### Bilans walk
Za bohaterstwo w walce 42 żołnierzy odznaczonych zostało Orderem Virtuti Militari, a Krzyżem Walecznych 43 oficerów i 58 szeregowych.
Podczas działań wojennych pułk wziął około 1500 jeńców, zdobył 13 dział, ponad 100 karabinów maszynowych, 140 wagonów kolejowych, 2 motocykle, kilka tysięcy karabinów, 300 koni oraz dużą ilość amunicji i innego sprzętu wojskowego. Na polu walki pozostało 13 oficerów i 138 szeregowych.
| Kawalerowie Virtuti Militari | Kawalerowie Virtuti Militari | Kawalerowie Virtuti Militari |
| --- | --- | --- |
| Żołnierze pułku odznaczeni Krzyżem Srebrnym Orderu Wojskowego Virtuti Militari za wojnę 1918-1920 | | |
| por. Władysław Bański mjr Kazimierz Bogaczewicz sierż. Herman Baum ś.p. por. Henryk Chmielewski ś.p. por. Józef Czajkowski ś.p. kpr. Antoni Dzitkowski plut. Ludwik Gondek mjr Józef Jaklicz kpr. Józef Jawor szer. Władysław Kawałek szer. Józef Kmieć por. Henryk Kowalówka st. szer. Józef Kozak ś.p. plut. Aleksander Karwasiński | kpr. Antoni Kubrak sierż. Julian Kwapień plut. Roman Łakota plut. Czesław Markowski sierż. Wacław Matyszczak ś.p. por. Czesław Mikurda plut. Władysław Nowakowski kpt. Ignacy Pilwiński st. sierż. Tomasz Piorunek szer. Michał Piotrowski por. Władysław Ptasznik ppor. Czesław Salach por. Aleksander Salwik plut. Józef Smagała | pchor. Henryk Skorupko kpt. Franciszek Studziński sierż. Józef Sudara ś.p. kpr. Władysław Szubiński por. Stefan Teliga plut. Jan Tondos ś.p. sierż. Jan Trzciński kpt. Bronisław Wadas st. sierż. Stanisław Węgiel ppłk Alojzy Wir-Konas st. szer. Jan Zagaj sierż. Władysław Ząber płk Michał Zienkiewicz kpt. Ryszard Żołędziowski |

## Pułk w okresie pokoju
W okresie międzywojennym 25 pułk piechoty stacjonował na terenie Okręgu Korpusu Nr IV w garnizonie Piotrków Trybunalski. Wchodził w skład 7 Dywizji Piechoty.
W listopadzie 1924 II batalion został przeniesiony do Tomaszowa Mazowieckiego, jako oddział detaszowany. Zajął koszary przy ul. Jeziornej 20, opuszczone przez II baon 30 pp. 25 października 1927 II baon został przemianowany na Szkołę Podchorążych Rezerwy Piechoty nr 4, która pod względem organizacyjnym i administracyjnym podlegała dowódcy 25 pp. W sierpniu 1928 szkoła została przemianowana na Batalion Podchorążych Rezerwy Piechoty nr 4. 28 lipca 1929 baon został zlikwidowany, a cały personel przeniesiony do nowo utworzonej Szkoły Podchorążych Rezerwy Piechoty w Zambrowie. Latem 1930 pułk odtworzył II batalion, który został zakwaterowany w koszarach przy ul. Krakowskiej 34 w Piotrkowie.
W 1932, w związku z opuszczeniem przez wojsko koszar przy ul. Krakowskiej 34, nastąpiła zmiana dyslokacji pododdziałów pułku. Bataliony I i II zostały przeniesione do koszar przy ul. Józefa Piłsudskiego 121-122 (obecnie ul. Wojska Polskiego), w których mieściła się wcześniej kadra batalionu zapasowego 74 pp.
Na podstawie rozkazu wykonawczego Ministerstwa Spraw Wojskowych do Departamentu Piechoty o wprowadzeniu organizacji piechoty na stopie pokojowej PS 10-50 z 1930 roku, w Wojsku Polskim wprowadzono trzy typy pułków piechoty. 25 pułk piechoty zaliczony został do typu I pułków piechoty (tzw. „normalnych”). W każdym roku otrzymywał około 610 rekrutów. Stan osobowy pułku wynosił 56 oficerów oraz 1500 podoficerów i szeregowców. W okresie zimowym posiadał batalion starszego rocznika, batalion szkolny i skadrowany, w okresie letnim zaś batalion starszego rocznika i dwa bataliony poborowych.
Po wprowadzeniu w 1930 nowej organizacji piechoty na stopie pokojowej, pułk szkolił rekrutów dla potrzeb batalionu Korpusu Ochrony Pogranicza.
7 grudnia 1932 roku Minister Spraw Wojskowych ogłosił wyniki międzyoddziałowych zawodów strzeleckich przeprowadzonych w 1932 roku w myśl „Instrukcji Wyszkolenia Kontyngensu Piechoty”, część I, w dywizjach piechoty z rocznikiem 1910. Tytuł mistrzowskiej kompanii 7 Dywizji Piechoty otrzymała 6 kompania 25 pp dowodzona przez por. Jerzego Dżawachiszwili. Minister udzielił pochwały dowódcy i kadrze zawodowej mistrzowskiej kompanii.
| Obsada personalna i struktura organizacyjna w marcu 1939 | Obsada personalna i struktura organizacyjna w marcu 1939 | Obsada personalna i struktura organizacyjna w marcu 1939 |
| Stanowisko                                               | Stopień, imię i nazwisko                                 | Przydział we wrześniu 1939                               |
| Dowództwo, kwatermistrzostwo i pododdziały specjalne     | Dowództwo, kwatermistrzostwo i pododdziały specjalne     | Dowództwo, kwatermistrzostwo i pododdziały specjalne     |
| -------------------------------------------------------- | -------------------------------------------------------- | -------------------------------------------------------- |
| dowódca pułku                                            | płk dypl. Adam Świtalski                                 |                                                          |
| I zastępca dowódcy                                       | ppłk Józef Marcickiewicz                                 |                                                          |
| adiutant                                                 | kpt. Henryk Karol Matusiak                               |                                                          |
| starszy lekarz                                           | mjr dr Józef Galler                                      |                                                          |
| młodszy lekarz                                           | vacat                                                    |                                                          |
| II zastępca dowódcy (kwatermistrz)                       | mjr Janusz Sikorski                                      |                                                          |
| oficer mobilizacyjny                                     | kpt. Tadeusz Grzybowski                                  |                                                          |
| zastępca oficera mobilizacyjnego                         | kpt. adm. Tadeusz Komorowski                             |                                                          |
| oficer administracyjno-materiałowy                       | kpt. adm. (piech.) Józef Żabiński                        |                                                          |
| oficer gospodarczy                                       | kpt. int. Stanisław Bobola                               |                                                          |
| oficer żywnościowy                                       | kpt. Roman Stanisław Nowak                               |                                                          |
| oficer taborowy                                          | por. tab. Stanisław Grzegorzewski                        |                                                          |
| kapelmistrz                                              | ppor. adm. Aleksander Bryk                               |                                                          |
| dowódca plutonu łączności                                | kpt. Zygmunt Lejko                                       |                                                          |
| dowódca plutonu pionierów                                | por. Stanisław Grużewski                                 |                                                          |
| dowódca plutonu artylerii piechoty                       | kpt. art. Jan Gołdasz                                    |                                                          |
| dowódca plutonu ppanc.                                   | por. Franciszek Miłoszewski                              |                                                          |
| dowódca oddziału zwiadu                                  | ppor. Edward Beyga                                       |                                                          |
| I batalion                                               |                                                          |                                                          |
| dowódca batalionu                                        | ppłk Józef Popek                                         |                                                          |
| dowódca 1 kompanii                                       | por. Edmund Morkowski                                    |                                                          |
| dowódca plutonu                                          | ppor. Wacław Pozichowski                                 |                                                          |
| dowódca plutonu                                          | chor. Teofil Cybulski                                    |                                                          |
| dowódca 2 kompanii                                       | por. Jan Merkisz                                         |                                                          |
| dowódca plutonu                                          | ppor. Józef Bialik                                       |                                                          |
| dowódca 3 kompanii                                       | por. Edward Cichopek                                     |                                                          |
| dowódca plutonu                                          | ppor. Anastazy Łukjaniec                                 |                                                          |
| dowódca plutonu                                          | chor. Piotr Saltarski                                    |                                                          |
| dowódca 1 kompanii km                                    | kpt. Józef Mędrecki                                      |                                                          |
| dowódca plutonu                                          | por. Franciszek Ćwikła                                   |                                                          |
| II batalion                                              |                                                          |                                                          |
| dowódca batalionu                                        | mjr Stanisław Juszczakiewicz                             |                                                          |
| dowódca 4 kompanii                                       | kpt. Bogdan Feliks Górski                                |                                                          |
| dowódca plutonu                                          | ppor. Benedykt Jakub Siegmüller                          |                                                          |
| dowódca plutonu                                          | chor. Antoni Kubrak                                      |                                                          |
| dowódca 5 kompanii                                       | por Henryk Wojciech Zawadzki                             |                                                          |
| dowódca plutonu                                          | ppor. Ludwik Edmund Mrowicki                             |                                                          |
| dowódca 6 kompanii                                       | kpt. Konrad Henryk Majcherski                            |                                                          |
| dowódca plutonu                                          | por. Tadeusz Gryglaszewski                               |                                                          |
| dowódca plutonu                                          | ppor. Zbigniew Ryszard Ende                              |                                                          |
| dowódca 2 kompanii km                                    | kpt. Jan Szymczyk                                        |                                                          |
| dowódca plutonu                                          | por. Mieczysław Woronowicz                               |                                                          |
| dowódca plutonu                                          | ppor. Józef Kotlewski                                    |                                                          |
| III batalion                                             |                                                          |                                                          |
| dowódca batalionu                                        | mjr Krzesław Krzyżanowski                                |                                                          |
| dowódca 7 kompanii                                       | por. Kazimierz Beblociński                               |                                                          |
| dowódca plutonu                                          | ppor. Aleksander Bruno Świtalski                         |                                                          |
| dowódca 8 kompanii                                       | kpt. Leonard Aleksander Remisch                          |                                                          |
| dowódca plutonu                                          | ppor. Stanisław Wroniszewski                             |                                                          |
| dowódca plutonu                                          | ppor. Józef Karol Jasiński                               |                                                          |
| dowódca 9 kompanii                                       | kpt. Jan Wojciechowski                                   |                                                          |
| dowódca plutonu                                          | por. Wacław Makulec                                      |                                                          |
| dowódca plutonu                                          | ppor. Ryszard Marian Kaczmarski                          |                                                          |
| dowódca 3 kompanii km                                    | por. Michał Wójtowicz                                    |                                                          |
| dowódca plutonu                                          | por. Marian Raj                                          |                                                          |
| dowódca plutonu                                          | ppor. Roman Kasztelowicz                                 |                                                          |
| na kursie                                                | por. Jan Prażmowski                                      |                                                          |
| 25 obwód przysposobienia wojskowego „Piotrków”           |                                                          |                                                          |
| kmdt obwodowy PW                                         | kpt. piech. Zygmunt Bobrowski                            |                                                          |
| kmdt miejski PW Piotrków                                 | kpt. piech. Mirosław Byczyński                           |                                                          |
| kmdt powiatowy PW Piotrków                               | ppor. kontr. art. Czesław Szczepański                    |                                                          |
| kmdt powiatowy PW Końskie                                | kpt. kontr. art. Włodzimierz Małeski                     |                                                          |
| kmdt powiatowy Opoczno                                   | kpt. adm. (piech). Franciszek Korzec                     |                                                          |

## Przygotowanie pułku do wojny
Od połowy marca 1939 pułk prowadził rutynowe szkolenie. Wcielano poborowych do odbycia zasadniczej służby wojskowej. Ćwiczenia odbywały się w Przygłowie. W lipcu w rejon planowanych walk wyszły z garnizonu grupy robocze i przy znacznej pomocy społeczeństwa rozpoczęły rozbudowę umocnień polowych, a kompania saperów rozpoczęła budowę schronów betonowych dla stanowisk broni ciężkiej. W drugiej połowie sierpnia zarządzono stan pogotowia. Ściągnięte zostały do garnizonu pododdziały z obozu letniego w Przygłowie i kompanie robocze z Częstochowy. Wstrzymano urlopy dla kadry zawodowej.

### Mobilizacja
25 sierpnia zarządzona została mobilizacja alarmowa. Pułk mobilizował się w szkołach i podmiejskich wioskach. 25 pułk piechoty mobilizował się w ramach grupy „niebieskiej”, oprócz swoich własnych pododdziałów zmobilizował dywizyjną samodzielną kompanię km i broni towarzyszących nr 41, kompanię km plot. typu A nr 10. Dodatkowo w ramach mobilizacji powszechnej w II rzucie I batalion 146 pułku piechoty rezerwowej, własny batalion marszowy.
Po południu 26 sierpnia kompania alarmowa pułku obejmowała dozorowanie w Częstochowie zagrożonych kierunków, a 27 sierpnia poszczególne bataliony transportami kolejowymi odjechały w rejon Częstochowy. W godzinach wieczornych dowódca 25 pułku piechoty otrzymał zadanie do obrony na pierwszy dzień wojny. Stanowisko dowodzenia pułku rozmieszczono w internacie przy ulicy świętej Barbary.

## 25 pp w kampanii wrześniowej

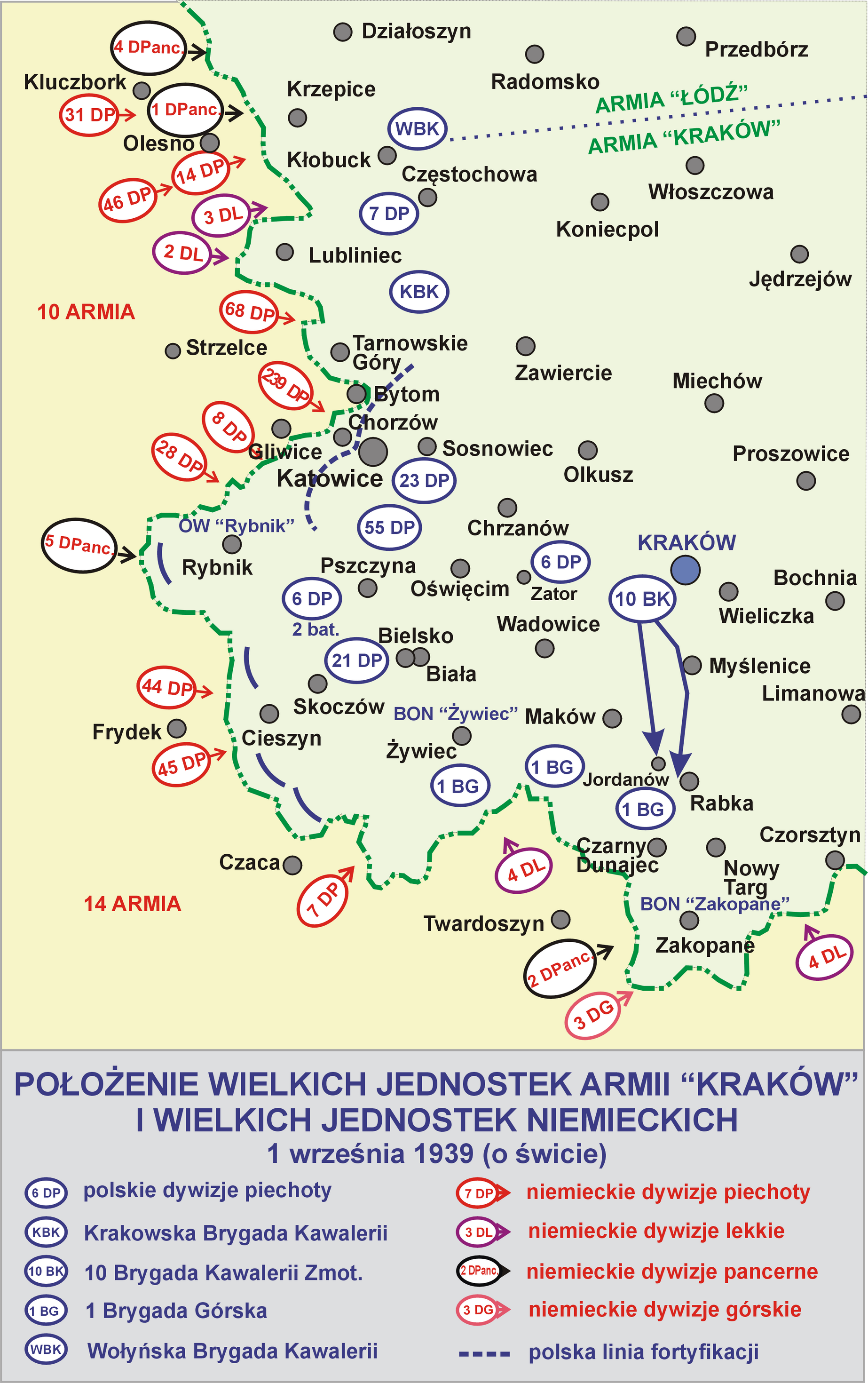
Pułk walczył w składzie 7 DP

### Działania bojowe
W czasie kampanii wrześniowej 1939 wchodził w skład 7 Dywizji Piechoty walczącej w Armii „Kraków”. 28 sierpnia bataliony pułku zajęły linie obrony I batalion od toru kolejowego w rejonie Gnaszyna, po wieś Grabówka, II batalion od wsi Kawodrza Dolna do Kawodrzy Górnej, a III batalion był ugrupowany jako odwód pułku na stokach zachodnich Jasnej Góry.

#### Walki o Częstochowę
Świtem 1 września dotarła do dowódcy pułku informacja o rozpoczęciu wojny, a w południe, że obrona rejonu Lublińca została przełamana i 74 pułk piechoty wycofuje się w kierunku na Częstochowę. W tej sytuacji dowódca 25 pp wysłał pluton zwiadowców konnych celem nawiązania łączności oddziałami 74 pp. W godzinach popołudniowych dowódca odwodowej 3 kompanii porucznik Wacław Makulec wysłał ubezpieczenie na przedpole swojej kompanii. Chwilę później ubezpieczenie otworzyło ogień do, jak się później okazało, niemieckiej grupy rekonesansowej. Zabito kilku oficerów, a znalezione przy nich mapy przekazano do sztabu 7 Dywizji Piechoty. Zdobyczny samochód osobowy pozostawiono w pułku. Poza drobnymi starciami patroli pułk tego dnia nie walczył. 2 września artyleria niemiecka ostrzeliwała pozycje pułku i artylerii dywizyjnej na odcinku II batalionu odparto natarcie niemieckiej piechoty. Okazało się, że pozycje obronne 25 pułku, jak i całej 7 DP zostały okrążone przez nieprzyjaciela od południa i północy, po odrzuceniu skrzydłowych Krakowskiej i Wołyńskiej Brygad Kawalerii. Nocą 2/3 września pułk wycofał się z Częstochowy, obsadzając rano 3 września nowy rejon obrony; III batalion skraj lasu z torem kolejowym Częstochowa-Koniecpol i szosę Częstochowa-Szczekociny, II batalionem skraj lasu od szosy Częstochowa-Olsztyn do rzeki Warta. I batalion w II linii obrony w lesie za III batalionem. Pułk wspierał dywizjon II/7 pułku artylerii lekkiej. W godzinach przedpołudniowych zostały na tyłach zaatakowane oddziały II rzutowe 7 DP tj. 74 pp i stanowiska artylerii dywizyjnej. Kompanie odwodowe batalionów prowadziły walki z pododdziałami wroga usiłującymi wyjść na tyły obrony 25 pp. Dowódca pułku płk Świtalski po uzyskaniu informacji, iż dowództwo dywizji dostało się do niewoli, objął dowództwo nad wszystkimi jednostkami będącymi w okrążeniu. W lasach olsztyńskich pozostał w okrążeniu 25 pułk piechoty. Po zmroku bataliony wychodząc na podstawy wyjściowe do natarcia na okrążające jednostki wroga, na odkrytym terenie dostały się pod ostrzał niemieckiej artylerii, nastąpił chaos i rozczłonkowanie pododdziałów pułku. Część II i III batalionu pomaszerowała w kierunku północno-wschodnim. Większość I batalionu i część pododdziałów pułkowych z dowódcą pułku maszerując nocą 3/4 września lasami wspólnie z baterią armat 2/7 pal dotarła w lasy pod Lelowem. Rano 4 września w lasach w pobliżu Lelowa I batalion prowadził bój z oddziałami czołgów i piechoty zmotoryzowanej, został wsparty przez część III batalionu dowodzonego przez mjr. Krzyżanowskiego. Po walce pododdziały 25 pp wycofały się w głąb lasów za Lelowem. Dowódca pułku po naradzie z obecnymi dowódcami I i III batalionów podzielił pułk na drobne pododdziały, rozwiązując go i nakazał w grupach przebijać się w nocy 4/5 września przez pierścień okrążenia. Zniszczono zamki armat i ciężkie uzbrojenie.

#### Na szlakach odwrotu
Z żołnierzy 25 pp i innych rozbitych jednostek 7 DP, niektórzy dowódcy zorganizowali pododdziały, na czele których walczyli w dalszej części kampanii wrześniowej.
Major Krzesław Krzyżanowski wyprowadził z okrążenia część swojego III batalionu i zorganizował w oparciu o niego 2 kompanie strzeleckie i kompanię ckm o zmniejszonych stanach osobowych. Po walce w okolicach Lelowa, pomaszerował przez Koniecpol, Jędrzejów, Pińczów do Buska Zdroju, gdzie dołączył do jednostek Armii „Kraków”. Wraz z tym zgrupowaniem przez Tarnobrzeg dotarł w rejon Tomaszowa Lubelskiego, uzupełniał stan swojego batalionu o żołnierzy z rozbitych jednostek. Wziął udział w II bitwie pod Tomaszowem Lubelskim w zgrupowaniu wojsk gen. Dęba-Biernackiego, przebijał się w kierunku Zamościa. 28 września skapitulował przed wojskami sowieckimi pod Zamościem.
Porucznik Jan Merkisz wyprowadził z okrążenia część swojej 2 kompanii strzeleckiej, do której dołączyli artylerzyści z 2/7 pal inni żołnierze z 25 i 27 pp. Z tych zebranych grup utworzył ponad 200 osobowy oddział, z którym 8 września w lasach w okolicach Szydłowca dołączył do 36 Dywizji Piechoty rez. Oddział ten stoczył kilkugodzinny ciężki bój z niemiecką kolumną pancerno-motorową na szosie pomiędzy Szydłowcem a Skarżyskiem. Poległo wraz z dowódcą ponad 20-30 żołnierzy, a ok. 50 zostało rannych. Pozostali oderwali się od wroga pod osłoną nocy i pomaszerowali na wschód z żołnierzami 36 DP rez.
Porucznik Wacław Makulec wydostał z okrążenia swoją 3 kompanię strzelecką, 5 września stoczył potyczkę pod miejscowością Św. Anna, 6 września pod Włoszczową. Kompania dołączyła do oddziałów 36 DP rez. Rudy Malenieckiej i Końskich. W pobliżu Puław kompania stoczyła potyczkę z jednostką niemiecką. Następnie wycofała się na wschód, na teren Lubelszczyzny, gdzie ostatecznie 27 września wraz z wojskami gen. Dęba-Biernackiego skapitulowała w pobliżu Zamościa i dostała się do sowieckiej niewoli.
Kilkunastoosobowa grupa pod dowództwem ppor. R. Kaczmarskiego walczyła w grupie płk. Mikołaja Prus-Więckowskiego będąc dołączona do batalionu mjr. Galicy, została rozwiązana w rejonie Żelechowa 27 września 1939 r.
| Struktura organizacyjna i obsada personalna we wrześniu 1939 | Struktura organizacyjna i obsada personalna we wrześniu 1939 | Struktura organizacyjna i obsada personalna we wrześniu 1939 |
| Stanowisko                                                   | Stopień, imię i nazwisko                                     | Dalsze losy żołnierza                                        |
| Dowództwo pułku                                              | Dowództwo pułku                                              | Dowództwo pułku                                              |
| ------------------------------------------------------------ | ------------------------------------------------------------ | ------------------------------------------------------------ |
| dowódca pułku                                                | płk dypl. Adam Świtalski                                     |                                                              |
| I adiutant                                                   | kpt. Jan Wojciechowski                                       |                                                              |
| II adiutant                                                  | NN                                                           |                                                              |
| oficer informacyjny                                          | ppor. Zbigniew Ende                                          |                                                              |
|                                                              | kpt. Konrad Majcherski                                       |                                                              |
| oficer łączności                                             | por. Edward Cichopek                                         |                                                              |
| kwatermistrz                                                 | kpt. Józef Mędrecki                                          |                                                              |
| oficer płatnik                                               | NN                                                           |                                                              |
| oficer żywnościowy                                           | NN                                                           |                                                              |
| naczelny lekarz                                              | ppłk lek. Józef Galler                                       |                                                              |
| kapelan                                                      | kpl. rez. ks. Czesław Rączaszek                              |                                                              |
| dowódca kompanii gospodarczej                                | por. tab. Stanisław Grzegorzewski                            |                                                              |
| dowódca kompanii zwiadowców                                  | ppor. Edward Beyga                                           |                                                              |
| dowódca kompanii ppanc                                       | por. Franciszek Ćwikła                                       |                                                              |
| dowódca plutonu artylerii piechoty                           | kpt. art. Jan Gołdasz                                        |                                                              |
| dowódca plutonu pionierów                                    | por. Stanisław Grużewski                                     |                                                              |
| dowódca plutonu pgaz.                                        | NN                                                           |                                                              |
| dowódca plutonu łączności                                    | NN                                                           |                                                              |
| I batalion                                                   |                                                              |                                                              |
| dowódca batalionu                                            | mjr Stanisław Juszczakiewicz                                 |                                                              |
| adiutant                                                     | NN                                                           |                                                              |
| dowódca 1 kompanii strzeleckiej                              | ppor. Benedykt Siegmüller                                    |                                                              |
| dowódca 2 kompanii strzeleckiej                              | por. Jan Merkisz                                             | † 3.09.1939                                                  |
| dowódca 3 kompanii strzeleckiej                              | por. Wacław Makulec                                          |                                                              |
| dowódca 1 kompanii ckm                                       | por. Kunibert Szatkowski                                     |                                                              |
| II batalion                                                  |                                                              |                                                              |
| dowódca batalionu                                            | kpt. Zygmunt Bobrowski                                       |                                                              |
| adiutant                                                     | NN                                                           |                                                              |
| dowódca plutonu łączności                                    | por. rez. Stanisław Sowiński                                 |                                                              |
| dowódca 4 kompanii strzeleckiej                              | ppor. Roman Kasztelowicz                                     | † 3.09.1939                                                  |
| dowódca 5 kompanii strzeleckiej                              | por. Henryk Zawadzki                                         |                                                              |
| dowódca 6 kompanii strzeleckiej                              | por. Mieczysław Woronowicz                                   |                                                              |
| dowódca 2 kompanii ckm                                       | kpt. Jan Szymczyk                                            |                                                              |
| III batalion                                                 |                                                              |                                                              |
| dowódca batalionu                                            | mjr Krzesław Krzyżanowski                                    |                                                              |
| adiutant                                                     | ppor. rez. Bronisław Antoniewicz                             |                                                              |
| dowódca plutonu łączności                                    | ppor. rez. Leon Stanisław Syk                                |                                                              |
| dowódca 7 kompanii strzeleckiej                              | por. Kazimierz Bebłociński                                   |                                                              |
| dowódca 8 kompanii strzeleckiej                              | por. rez. Mieczysław Strychalski                             |                                                              |
| dowódca 9 kompanii strzeleckiej                              | kpt. Leonard Remisch                                         |                                                              |
| dowódca 3 kompanii ckm                                       | por. Marian Raj                                              |                                                              |

## Symbole pułkowe

### Sztandar
Sztandar był darem społeczeństwa miasta i powiatu Piotrków Trybunalski. Wręczył go pułkowi 25 listopada 1928 w Piotrkowie gen. Daniel Konarzewski. Po wojnie sztandar został przekazany 25 pułkowi piechoty, a w 1958 roku trafił do Muzeum Wojska Polskiego w Warszawie.

### Odznaka pamiątkowa
17 listopada 1928 minister spraw wojskowych zatwierdził wzór i regulamin odznaki pamiątkowej 25 pułku piechoty. Odznaka o wymiarach 38x38 mm ma kształt okrągłej oksydowanej tarczy ze srebrnymi promieniami, na którą nałożony jest czteroramienny krzyż pokryty ciemnoszafirową emalią z żółtymi obramowaniami i złotą krawędzią. W centrum odznaki, w otoku wieńca laurowego, znajduje się srebrne godło państwowe wz. 1927 na cynobrowym emaliowanym tle. Na ramionach krzyża wpisano numer, inicjały i datę powstania pułku „25 PP 3.XI.1918”. Odznaka oficerska – jednoczęściowa, wykonana w srebrze, emaliowana. Wykonawcą odznaki był Wiktor Gontarczyk z Warszawy.

## Żołnierze pułku
| Dowódcy pułku                            | Dowódcy pułku            | Dowódcy pułku                       |
| Stopień imię i nazwisko                  | Okres pełnienia służby   | Kolejne stanowisko                  |
| ---------------------------------------- | ------------------------ | ----------------------------------- |
| płk Włodzimierz Skrzyszewski             | 3 XI – 6 XII 1918        |                                     |
| płk piech. Aleksander Wołowski           | 7 – 24 XII 1918          |                                     |
| mjr Oskar Brezany                        | 25 XII 1918 – 6 II 1919  |                                     |
| ppłk Michał Zienkiewicz                  | 7 II 1919 – 16 IV 1920   |                                     |
| ppłk Robert Risy                         | 17 IV – 15 VII 1920      |                                     |
| mjr Józef Jaklicz                        | 16 VII – 29 IX 1920      |                                     |
| mjr Kazimierz Bogaczewicz                | 30 IX – 15 X 1920        |                                     |
| ppłk piech. Alojzy Wir-Konas             | 16 X 1920 – 1 VI 1923    | dowódca 84 pp                       |
| płk piech. Henryk Weiss                  | 1 VI 1923 – 15 I 1925    | dowódca piechoty dywizyjnej 29 DP   |
| płk SG Zygmunt Dzwonkowski               | 15 I 1925 – 31 VIII 1926 | szef Wydziału Piechoty M.S.Wojsk.   |
| ppłk piech. Józef Kowzan                 | 1 IX 1926 – 31 I 1928    | przeniesiony w stan spoczynku       |
| płk SG Bronisław Regulski                | II 1928 – II 1929        | dowódca PD 13 DP                    |
| ppłk piech. Ludwik Maciejowski           | III 1929 – 28 I 1931     | dyspozycja dowódcy OK IV            |
| płk dypl. piech. dr Władysław Kulma      | 28 I 1931 – 1936         |                                     |
| płk dypl. Adam Świtalski                 | 1936 – 5 IX 1939         |                                     |
| Zastępcy dowódcy pułku                   |                          |                                     |
| ppłk Mieczysław Kaleński-Jaśkiewicz      | 22 VII 1922 – 1 V 1925   | odkomenderowany do PKU Piotrków     |
| ppłk piech. Antoni Lisowski              | od 22 V 1925             |                                     |
| ppłk piech. Jan Zientarski               | IV 1928 – XI 1929        | dowódca 13 pp                       |
| ppłk piech. Wiktor Matczyński            | XI 1929 – 28 I 1931      | komendant placu Toruń               |
| ppłk piech. Zygmunt Szafranowski         | 28 I 1931 – 26 I 1934    | praktyka w PKU Poznań Miasto        |
| ppłk piech. Zygmunt Piwnicki             | 26 I 1934 – 1937         | kierownik 1 Okręgowego Urzędu WFiPW |
| ppłk piech. Józef Marcickiewicz          | 1937 – VIII 1939         | dowódca 145 pp                      |
| mjr piech. Janusz Sikorski (II zastępca) | 1939                     |                                     |

### Żołnierze 25 pułku piechoty – ofiary zbrodni katyńskiej
Biogramy ofiar zbrodni katyńskiej znajdują się między innymi w bazach udostępnionych przez Ministerstwo Kultury i Dziedzictwa Narodowego oraz Muzeum Katyńskie
| Nazwisko i imię       | stopień               | zawód                | miejsce pracy przed mobilizacją    | zamordowany |
| --------------------- | --------------------- | -------------------- | ---------------------------------- | ----------- |
| Albrecht Leon         | ppor. rez.            | handlowiec           | dyrektor fabryki w Łodzi           | Katyń       |
| Kaczmarek Roman       | ppor. rez.            | student UW           |                                    | Katyń       |
| Komorowski Tadeusz    | kapitan adm.          | oficer służby stałej | zastępca oficera mobilizacyjnego   | Katyń       |
| Loba Jerzy Kazimierz  | ppor. rez.            | abs. UAM             |                                    | Katyń       |
| Nowak Roman Stanisław | kapitan               | oficer służby stałej | oficer żywnościowy                 | Katyń       |
| Sztencel Jan          | ppor. rez.            | nauczyciel           | szkoła powszechna w Łodzi          | Katyń       |
| Tomicki Edward        | ppor. rez.            |                      |                                    | Katyń       |
| Wagner Wacław         | ppor. rez.            | urzędnik             | Szpital w Sochaczewie              | Katyń       |
| Więcławek Kazimierz   | por. rez.             | nauczyciel           | szkoła w Kietlinie                 | Katyń       |
| Zatoński Stanisław    | ppor. rez.            | nauczyciel           | szkoła w Pławnie                   | Katyń       |
| Żabiński Józef        | kapitan adm. (piech.) | oficer służby stałej | oficer administracyjno-materiałowy | Katyń       |
| Żadziłko Aleksander   | ppor. rez.            | urzędnik             | pracował w Łodzi                   | Katyń       |
| Żwirski Władysław     | ppor. rez.            |                      |                                    | Katyń       |
| Antosiak Michał       | por. rez.             | nauczyciel           | Szkoła w Moszczenicy               | Charków     |
| Bajor Stanisław       | ppor. rez.            | nauczyciel           |                                    | Charków     |
| Bartnicki Zygmunt     | por. rez.             | agronom              |                                    | Charków     |
| Kędzior Adam          | ppor. rez.            | nauczyciel           | Szkoła w Kamieńsku (e)             | Charków     |
| Kotoni Tadeusz        | por. rez.             | urzędnik             |                                    | Charków     |
| Mendrzycki Stanisław  | ppor. rez.            | nauczyciel           | Szkoła w Papieżach                 | Charków     |
| Pindor Roman          | ppor. rez.            | technik budowlany    |                                    | Charków     |
| Raczyński Zdzisław    | ppor. rez.            | absolwent UAM        |                                    | Charków     |
| Reterski Stanisław    | ppor. rez.            | prawnik, mgr         | Urząd Skarbowy w Częstochowie      | Charków     |
| Sikorski Alfred       | ppor. rez.            | urzędnik             | Izba Skarbowa w Piotrkowie Tryb.   | Charków     |
| Szytz Wiktor          | ppor. rez.            | urzędnik             | Bank Handlowy w Częstochowie       | Charków     |
| Ślęzak Jordan         | ppor. rez.            | nauczyciel           |                                    | Charków     |
| Krzyżanowski Krzesław | major                 | oficer służby stałej | dowódca III/25 pp                  | ULK         |